# Браилски мост
Браилският мост ще е последният по течението на Дунав. Той ще е висящ между Браила и противоположния бряг на реката в окръг Тулча. 
С дължина близо 2 км, той ще бъде един от най-дългите висящи мостове в Европа. Мостът ще подобри достъпността на пътния трафик от района Галац-Браила до Констанца и Тулча, както и връзките между Молдова, Мунтения и Добруджа.